# Константинова династија
Константинова династија или Династија Других или Нових Флавијеваца је римска (византијска) царска династија која је владала Римским царством од 293. до 363. године. Родоначелник династије био је један од Диоклецијанових савладара Констанције I Хлор, а њен најзначајнији представник Константин I Велики (306—337).
Термин Други или Нови Флавијевци се користи како би се Константинова династија јасно раздвојила од династије Флавијеваца која је Римском царством владала у 1. веку наше ере од 69. до. 96. године.

## Порекло
Родоначелник династије Констанције Хлор био је родом из Илирика по историчару Аурелију Виктору. Констанције је вероватно био скромног порекла, истакао се током службе у војсци и постао царски гардиста у време Аурелијана (270—275), а затим и заповедник римске војске (dux) у време цара Проба (276—282). Диоклецијанову владу је вероватно дочекао као намесник провинције Далмације. Пошто се Константин родио 271. или 273. у Наису (данашњи Ниш) могуће да је сам град или његова околина била постојбина Констанцијеве породице.
Константин је престо наследио од свог оца 306. године супротно правилима царског колегијума тетрарха које је зацртао Диоклецијан. Међутим, када је 310. уклонио свог таста Максимијана, Константин је раскинуо са тетрархијским начелима порекла његове власти и почео да истиче династичку основу. За свог претка, првог владара из породице, прогласио је једног од војничких царева 3. века, Клаудија II Готског (268—270). На натписима Константин је себе називао Клаудијевим унуком. У 4. веку бројни историчари су покушавали да исконструишу до краја Константиново порекло од Клаудија II. Најсложенија генеологија може се наћи у Царским повестима (Historia Augusta) чији је анонимни аутор, највероватније савременик Теодосија I (379—395), описао Констанција Хлора као сина Клаудијеве братанице Клаудије и дарданског аристократе Еутропија. 

## Владарска породица и династичка политика
Констанције Хлор је од око 270. живео са Хеленом, женом ниског порекла, која му је родила сина Константина. Највероватније да су Константинови родитељи живели у конкубинату, законски регулисаној брачној заједници резервисаној за људе непомирљивог друштвеног статуса. Због природе везе Констанција и Хелене остаје је и питање да ли је Константин био Констанцијев законити син. 
Констанције и Хелена су се растали 289. када је Констанције, у то време Максимијанов преторијански префкт, оженио цареву ћерку (или пасторку?) Теодору. Након тога Констанције је 293. постао цезар августа Максимијана и упућен је у Галију. Константин је пак упућен на исток на Диоклецијанов двор, а Констанције је у царској резиденцији у Галији, Триру, основао нову породицу. Теодора му је родила три сина и исто толико ћерки: Флавија Далмација, Јулија Констанција и Ханибалијана Старијег, Анастасију, Констанцију и Еутропију. 
Када је 306. Константин дошао на власт, своју полубраћу и њихове породице је ставио под надзор, а полусестре је користио да династичким браковима ојача свој положај. Слично оцу, и Константин је имао бар два брака, први са Минервином, о којој практично ништа не знамо, и са Фаустом, Максимијановом ћерком и (полу)сестром његове маћехе Теодоре. Са Минервином, са којом се растао пре 307, Константин је имао сина Криспа (рођ. око 305), а Фауста му је родила три сина и две ћерке: Константина II (рођ. 317), Констанција II (рођ. )и Констанса I (рођ. између 320 и 323) и Константину и Хелену Млађу.
Своје полусестре Константин је редом удавао за политички важне савезнике, Констанцију за цара Лицинија (308—324), Еутропију за римског сенатора Вирија Непоцијана и Анастасију за несуђеног цезара Басијана. Међутим, савезништва која је Константин склапао најчешће су била краткотрајна, тако да је Басијан убијен због наводне побуне 316, а Лициније је, заједно са својим малолетним сином Лицинијем II, Константиновим сестрићем, уклоњен 325. године. Од потомака Константинових сестрара једино је Непоцијан, узурпатор из 350, преживео и одиграо важнију улогу у каснијим политичким догађајима.
Победом над Лицинијем 324., Константин је постао једини цар Римског царства. Почевши од 317. године своје синове је промовисао у цезаре, савладаре нижег ранга. Са победом из 324. и женски чланови династије попут мајке Хелене и супруге Фаусте добијају царске титуле и симболично место у новом поретку. Константин је међутим из непознатих разлога 326. у кратком временском року уклонио и сина цезара Криспа и жену Фаусту. Након тога, пошто је најстарији међу синовима, Константин, имао тек девет година, цар је окупио своју плубраћу и њихове синове и поделио им задатке у управљању царством. Флавије Далмације је 333. добио древну титулу цезара и послат је у Антиохију одакле је надзирао источну границу. Јулије Констанције је добио почасну титулу патриција и 335. био је конзул. Најзад, поред три Константинова сина и синовац Далмације је 335. проглашен за цезара. Далмацијев брат Ханибалијан је ожењен својом сестром од стрица Константином и добио је необичну титулу краља над краљевима понтских племена. 
Када је Константин умро 22. маја 337. године Римско царство је имало четири цезара. У септембру је пак избила побуна војника у Цариграду која је однела животе свих мушких рођака Константинових синова сем два дечака, синова Јулија Констанција, Гала и Јулијана. Извори су доцније одговорност за покољ принчева свалили на Констанција који је једини од Константинових синова у време побуне боравио у источној престоници. Било како било, Гал и Јулијан су интернирани прво у Цариград, а после 341. на удаљено царско имање у Кападокији.
Три Константинова сина, Константин II, Констанције II и Констанс I су поделили царство између себе на три дела. Константин је као најстарији покушао да се наметне за старатеља најмлађег Констанса али је 340, приликом упада на братовљеву територију, убијен. Констанс је затим владао Западом од Хиспаније до Илирика све док га 350. није свргао војсковођа Магненције. Било је то први пут од Диоклецијанове победе над Карином 285. да претендент порази и погуби легитимног цара. Констанције, који је привремено био заузет ратом против Персије, је преко Константине изазвао изгледа још једну узурпацију, овога пута на Балкану. Ветранион, стари заповедник пешадије у Илирику, је 1. марта 350. године извикан за цара од стране својих војника и његов успон је онемогућио Магненција да заузме балканске провинције. Поред тога, власт у Риму је у лето 350. године на свега 27 дана приграбио Констанцијев брат од тетке Непоцијан (3-30. јул 350). Констанцијева посета Наису, колевки династије, крајем 350. се завршила свргавањем Ветраниона. Стари војсковођа је послат у политичку пензију на имање у Битинији. Пред почетак похода против Магненција, констанције је у Сирмију 15. марта 351. прогласио за свог савладара у рангу цезара свог брата од стрица Констанција Гала. Гал је ожењен Константином и послат у Антиохију. Његов боравак на истоку требало је да мобилише лојалност разних политичких фактора око припадника легитимне династије.
Констанције је до 353. савладао и натерао на самоубиство свог највећег ривала Магненција. Након тога, Гала је 354. усред низа притужби локалних намесника и аристократије позвао у Милано. Цезар је успут ухапшен, лишен царских инсигнија и убијен у Пули. Констанцију је сада, због претње новим ратом са Персијом, предстојао пут на исток. Поново је применио сличан рецепт како би на западу оставио једног легитимног представника династије, преосталог брата од стрица Јулијана. Јулијан је 6. новембра 355. произведен у цезара и ожењен Констанцијевом сестром Хеленом. Након тога, Јулијан је послат да брани рајнску границу од варвара, а Констанције се вратио на исток. У фебруару 360. године војници одређени за поход на исток су се побунили и извикали Јулијана за августа. Констанције је одбио да призна ову промену ранга свог савладара и кренуо је у нови поход на запад али се на путу разболео и умро 3. новембра 361. године чиме је избегнут грађански рат.
Констанцијевом смрћу Римско царство је поново добило једног августа Јулијана. Иако је био удовац без наследника Јулијан се упустио у ризичан поход против Персијанаца у току кога је умро од задобијене ране 26. јуна 363. године. Окупљени официри и војници су за цара изабрали Јовијана који их је безбедно извео са персијске територије. Али и Јовијан је умро 364. и нови цар је постао Валентинијан I, родоначелник нове Валентинијанове династије. 
Од чланова Константинове династије преостала је само Констанцијева удовица Фаустина и његова подсмртно рођена ћеркица Флавија. На наслеђе Нових Флавијеваца позивао се узурпатор Прокопије (365-366) који је међутим био само рођак Јулијанове мајке Басилине. Флавија је доцније удата за Валентинијановог сина Грацијана чиме је нова династија желела да се повеже са старом.

## Владари: августи и цезари
Владари из Константинове династије носили су титуле цезара и августа. Тешко је направити разлику између ова два термина пошто су они током овог периода променили своје значење.
Флавије Валерије Констанције (Flavius Valerius Constantius) познатији од 6. века као Констанције Хлор (Constantius Chlorus) је почео владавину као цезар односно савладар нижег ранга августа западног дела царства Максимијана Херкулија. Диоклецијан је наиме 293. године креирао тетрархију, систем владавине четири цара, два агуста (Диоклецијан и Максимијан) који су имали савладаре и помоћнике у лику два цезара (Галерије и Констанције Хлор). Диоклецијан је прво експериментисао са дијархијом, а када је узурпатор Караусије преузео власт над Британијом створио је систем тетрархије. Најважнији задатак за Констанција био је да поново врати Британију и северозападну Галију под централну власт. Цезар је прво заузео галске луке на обали Ламанша, чиме је Караусија лишио важних упоришта на континенту, а 296. Констанције је извршио инвазију на острво и ставио га под своју контролу. Након тога, успешно је владао Британијом и Галијом одбијајући упорне навале германских племена. Када су се Диоклецијан и Максимијан повукли са власти 305. године, Констанције је постао август запада, а Галерије истока. Ипак, за нове цезаре су постављени Галеријеви фаворити Север II и Максимин Даја. Констанције је у таквој ситуацији затражио, изговарајући се слабим здрављем, да му се пошаље син Константин. Као августу, његовим територијама је придодата и Хиспанија. Отац и син су извели поход на Пикте након чега је Констанције преминуо у Јорку 25. јула 306. године.
Флавије Валерије Константин (Flavius Valerius Constantinus), познатији као Константин Велики, изабран је за цара по препоруци свог умирућег оца и уз помоћ присутне војске. Галерије је Константина прихватио не као августа, већ као цезара Севера. Константин је важио као најмлађи по рангу у царском колегијуму, али су се прилике закомликовале када се Максимијанов син Максенције такође 306. прогласио за цара у Италији. И Максимијан се вратио на власт и Север је убијен у походу на Италију. Галерије није могао да заустави даљи развој догађаја иако је 308. у Карнунтуму код Беча обезбедио избор Лицинија за августа запада. Тај потез је омогућио да се првобитни Диоклецијанов систем наруши и 310. сва четворица легитимних владара су носили титулу августа. Привид тетрархије је прекинут када је 311. умро Галерије чиме је отпочела серија грађанских ратова. Константин је 312. уклонио Максенција после чувене битке код Милвијског моста, а 316. је отео свом дотадашњем савезнику Лицинију све територије у Европи сем Тракије. Константин је 324. по други пут поразио Лицинија и овога пута га потиснуо у приватан живот да би га наредне године и погубио. Након тога, Константин је почео са планском обуком својих младих синова за будуће владарске задатке. Под надзором преторијанских префеката слао их је у различите делове царства. Поред тога, једно од најзначајнијих достигнућа Константинове владавине била је инаугурација Новог или Другог Рима на Босфору 11. маја 330. године који су већ савременици почели да зову Константинопољ (Константинов град). Последње године живота Константин је посветио ратовима на доњем Дунаву против Гота и Сармата и припремама за велики поход против Персије. У току тих припрема је и умро 22. маја 337. у Никомедији. 
Флавије Јулије Крисп (рођ. око 305, Flavius Iulius Crispus), познатији само као цезар Крисп, био је Константинов најстарији син из везе са Минервином и цезар од 317. до своје смрти почетком 326. године. Крисп је 318. послат у Трир одакле је до 323. водио три успешна похода против Франака и Аламана. Ту се и оженио извесном Хеленом и добио ћерку у чију част је деда десноКонстантин 323. прогласио амнестију. Најзад, у другом рату против Лицинија Крисп је командовао Константиновом флотом од 200 лађа и у водама Босфора је поразио непријатељске бродове. Учествовао је као војсковођа и у закључној бици код Хрисопоља 18. септембра 324. године. Почетком 306. убијен је из непознатих разлога а по очевом наређењу у Пули.
Флавије Клаудије Константин (Flavius Claudius Constantinus), познатији као Константин II, био је Константинов најстарији син из брака са Фаустом, цезар од 317. до 337. и август од септембра 337. до своје смрти 340. године. У време када је Константин Млађи био једва десетогодишњак 326. отац га је послао у Галију. Доцније, 332. Константин је ратовао са Готима и вероватно привремено заузео један део Дакије. После очеве смрти 337, Константин Млађи је владао Британијом, Галијом и Хиспанијом са тм да је уједно и вршио надзор над још увек малолетним најмлађим братом Констансом. Када је Констанс постао пунолетан 340. године, Константин је извршио упад на територију свог брата како би заграбио још мало територија али је убијен код Аквилеје у Италији. 
Флавије Јулије Констанције(Flavius Iulius Constantius), познатији као Констанције II, био је средњи син Константина и Фаусте, цезар од 324. до 337, а од 337. до своје смрти 361. август. Констанције је проглашен за цезара 8. новембра 324, на дан када су почели радови на изградњи будућег Константинопоља. Први пут се оженио 336. године ћерком свог стрица Јулија Констанција. Након тога је послат у Антиохију где је требало да припреми наступајући Константинов поход на Персију. Константин је међутим умро у Никомедији 337. на самом почетку похода и Констанције је пренео његово тело у Цариград и сахранио га у маузолеју при цркви Светих Апостола. Након тога, Констанције је имао одређеног учешћа у војној побуни у којој су страдали ривали Константинових синова сем малолетних дечака Гала и Јулијана. Констанције је од самог почетка владао Тракијом са Цариградом, малоазијским и блискоисточним провинцијама царства. Главна преокупација првог дела Констанцијеве владавине била је одбијање напада персијског краља Шапура II. Кулминацију је представљала битка код Синагре у којој је римска војска присилила Персијанце да прекину опсаду града и повуку се. Констанције је још увек био презаузет ратом са Персијом када му је почетком 350. стигла вест да је његовог брата Констанса погубио узурпатор Магненције. Констанције је склопио мир са Шапуром II, чијем су царству сада претила номадска племена из средње Азије, и упутио се на запад одбијајући компромис са убицом свог брата. Крајем 350. је натерао на повлачење Ветраниона који се прогласио за цара у Илирику, а пре даљег похода на запад је у пролеће 351. прогласио за свог цезара брата од стрица Констанција Гала. Предност над Магненцијем задобијена је победом у тешкој бици код Мурсе (данашњег Осијека) 28. септембра. 351. године Након тога Констанције је постепено напредовао заузимајући западне провинције све док Магненцијева власт није спала на Галију где је узурпатор извршио самоубиство 11. августа 353. године. Сумњиво владање цезара Гала је утицало да га Констанције рашчини и погуби 354. године. Најзад, 11. августа 355. у Келну се прогласио за цара локални врховни заповедник војске (magister militum) Силван. Цар, који је у то време боравио у Милану, је одговорио немилосрдно и послао Силвану војсковођу Урсицина који је 7. септембра организовао атентат на узурпатора. Силванова узурпација је још једном показала нестабилност политичких прилика на западу царства и Констанције је, по наговору своје друге супруге Еусебије, позвао на свој двор јединог преосталог мушког рођака Јулијана и 6. новембра га прогласио за свог цезара. Након тога, Констанције се вратио на исток где је 359. Шапур II покренуо нови рат против Римљана. Персијанци су сада ипак заузели Амиду и Сингару и Констанције је од јулијана затражио да му пошаље појачање. Легионари у Паризу су се пак побунили и одбили да крену на исток па су извикали за августа њиховог дотадашњег цезара Јулијана фебруара 361. године. Јулијан је одбио да се повинује даљим Констанцијевим наређењима, али је Констанцијева смрт у Тарсу У Киликији прекинула припреме за грађански рат. Констанције је на самрти наводно признао Јулијана за свог наследника. 
Флавије Јулије Констанс (Flavius Iulius Constans), познатији као Констанс I, био је најмлађи син Константина и Фаусте, цезар од 333. до 337. и август од 337. до своје смрти 350. године. После очеве смрти под његовом управом су били Италија, Панонија, Илирик и Африка, али је, због Констансовог малолетства тим провинцијама у његово име управљао Константин. Када је Констанс 340. одбацио братовљево туторство дошло је до кратког грађанског рата у коме је Константин убијен. Констанс је након тога постао август читавог римског запада. Његова секуларна политика нам је слабо позната сем да је у неколико наврата водио успешне походе против варвара. Почетком 343. посетио је римску Британију тако да се данас сматра да је био последњи легитимни римски цар који је посетио најудаљеније провинције на северозападу. Констанс је престо и главу изгубио почетком 350. године у побуни коју је предводио Магненције. Међу његове грехе коју су окренули јавност против њега спадали су запостављање војске, корумпираност достојанственика и отворене хомосексуалне склоности према германским таоцима.
Флавије Далмације, познатији само као Далмације или цезар Далмације, био је син Флавија Далмација (Далмација Цензора) и Константинов синовац. Далмације је 19. септембра 335. проглашен за цезара и стриц му је поверио Тракију, Македонију и Ахају. Вероватно да је његов задатак био да из Наиса надгледа границу на Дунаву. Могуће је да је Константин Велики планирао да га наследи нова тетрархија царева коју би чинили његова три сина и цезар Далмације. Међутим, Далмације је страдао септембра 337. заједно са својим оцем, братом Ханибалијаном и другим рођацима у Константинопљу.
Флавије Клаудије Констанције Гал, познатији као Констанције Гал или само цезар Гал, био је син Константиновог брата од тетке Јулија Констанција и Гале. У време покоља у септембру 337. године био је дечак од дванестак година који је био тешко болестан тако да се веровало да неће поживети још дуго. Констанције, који је био ожењен Галовом рођеном сестром, послао је Гала и његовог полубрата Јулијана у прогонство, прво у кућни притвор у Цариграду, затим на царско имање Мацелум у Кападокији. Када је у то време бездетном Констанцију 351 затребао представник династије на истоку позвао је Гала у Сирмиј и прогласио га за свог цезара. Након тога се цезар Констанције Гал са својом невестом Константином упутио у Антиохију, а Констанције се упустио у поход на запад против Магненција. Ипак, поред Константине, Констанције је новог цезара окружио сопственим пробраним људима који је требало да га контролишу. Галова владавина истоком почела је успешно суровим гушењем устанка Јевреја 351. или 352. године. Када је у Антиохији избила глад, Гал је похапсио локалне сенаторе и осудио их на смрт пошто су као велепоседници манипулисали ценама жита. Сенатори су на крају поштеђени, али је незадовољна светина на Галов подстрек убила намесника Сирије Теофила. Констанције је затим послао у инспекцију преторијанског префекта Домицијана који је Гала у августово име позвао у Италију. Цезар је узвратио тако што је подбунио војнике који су убили и Домицијана и још неколико царских чиновника. Када је у Тиру у Феникији откривен тајно припремљени царски пурпурни огртач Гал је организовао суђење и погубио локалног намесника. Констанције је после низа сумњивих дешавања на истоку успео да дозове цезара Гала 354. године. Константина, која је кренула прва свом брату је умрла у путу, а Гал је још више продубио августову подозривост свечаним уласком у Цариград и организацијом коњских трка тамо. Током дањег пута на запад Гал је постепено лишен војне пратње а затим и ухапшен у Петовиону (данас Птуј у Словенији) и убијен у Поли. По Либанију и Јовану Зонари главни кривац за Галову смрт био је Констанцијев злобни коморник и близак саветник, евнух Еусебије.
Флавије Клаудије Јулијан, познатији као Јулијан Отпадник, био је син Јулија Констанција, Константиновог полубрата, и његове друге супруге Басилине.